# Pierremande
Pierremande és un municipi francès situat al departament de l'Aisne i a la regió dels Alts de França. L'any 2007 tenia 281 habitants.

## Demografia

### Població
El 2007 la població de fet de Pierremande era de 281 persones. Hi havia 114 famílies de les quals 28 eren unipersonals (16 homes vivint sols i 12 dones vivint soles), 37 parelles sense fills, 37 parelles amb fills i 12 famílies monoparentals amb fills.
La població ha evolucionat segons el següent gràfic:
Habitants censats

### Habitatges
El 2007 hi havia 123 habitatges, 115 eren l'habitatge principal de la família, 1 era una segona residència i 7 estaven desocupats. 122 eren cases i 1 era un apartament. Dels 115 habitatges principals, 86 estaven ocupats pels seus propietaris, 25 estaven llogats i ocupats pels llogaters i 4 estaven cedits a títol gratuït; 2 tenien una cambra, 9 en tenien dues, 10 en tenien tres, 38 en tenien quatre i 56 en tenien cinc o més. 92 habitatges disposaven pel capbaix d'una plaça de pàrquing. A 58 habitatges hi havia un automòbil i a 44 n'hi havia dos o més.

### Piràmide de població
La piràmide de població per edats i sexe el 2009 era:
| Homes | Edats   | Dones |
| ----- | ------- | ----- |
| 0     | 95 o +  | 0     |
| 0     | 90 a 94 | 0     |
| 4     | 85 a 89 | 0     |
| 0     | 80 a 84 | 4     |
| 4     | 75 a 79 | 0     |
| 8     | 70 a 74 | 24    |
| 8     | 65 a 69 | 12    |
| 0     | 60 a 64 | 0     |
| 0     | 55 a 59 | 4     |
| 16    | 50 a 54 | 12    |
| 0     | 45 a 49 | 8     |
| 12    | 40 a 44 | 4     |
| 16    | 35 a 39 | 20    |
| 8     | 30 a 34 | 16    |
| 4     | 25 a 29 | 0     |
| 4     | 20 a 24 | 8     |
| 8     | 15 a 19 | 0     |
| 4     | 10 a 14 | 8     |
| 12    | 5 a 9   | 16    |
| 4     | 0 a 4   | 12    |

## Economia
El 2007 la població en edat de treballar era de 180 persones, 120 eren actives i 60 eren inactives. De les 120 persones actives 98 estaven ocupades (63 homes i 35 dones) i 22 estaven aturades (11 homes i 11 dones). De les 60 persones inactives 19 estaven jubilades, 13 estaven estudiant i 28 estaven classificades com a «altres inactius».

### Ingressos
El 2009 a Pierremande hi havia 110 unitats fiscals que integraven 293,5 persones, la mediana anual d'ingressos fiscals per persona era de 14.903 €.

### Activitats econòmiques
Dels 6 establiments que hi havia el 2007, 1 era d'una empresa de fabricació d'altres productes industrials, 3 d'empreses de comerç i reparació d'automòbils, 1 d'una empresa d'hostatgeria i restauració i 1 d'una empresa classificada com a «altres activitats de serveis».
Dels 2 establiments de servei als particulars que hi havia el 2009, 1 era un taller de reparació d'automòbils i de material agrícola i 1 lampisteria.
L'any 2000 a Pierremande hi havia 4 explotacions agrícoles que ocupaven un total de 316 hectàrees.

## Poblacions més properes
El següent diagrama mostra les poblacions més properes.